# Вишняк, Вольф Владимир
Вольф Влади́мир Вишня́к (22 апреля 1922 — 10 декабря 1973) — американский микробиолог, сын фотографа Романа Вишняка.

## Биография и научная деятельность
Вольф Вишняк родился в 1922 году в Берлине. В 1940 году эмигрировал с родителями в США. Получил образование в Бруклинском колледже и Стэнфордском университете. Был профессором биологии в Рочестерском университете.
Вольф Вишняк внёс существенный вклад в изучение проблемы существования жизни на Марсе. Он разработал специальное устройство, которое позволило бы обнаружить присутствие микроорганизмов в марсианской почве. Испытания устройства проводились в Антарктике, в районе горного массива Асгард. Во время этих испытаний Вольф Вишняк трагически погиб, упав в трещину в леднике.
В честь Вольфа Вишняка назван кратер на Марсе.